# Signum – Blätter für Literatur und Kritik
Signum – Blätter für Literatur und Kritik ist eine Dresdner Literaturzeitschrift.
Herausgeber ist Norbert Weiß, Schriftsteller und Gründer des Dresdner Verlages Die Scheune, in dem Signum seit dem Jahreswechsel 1999/2000 erscheint. Der Heftumfang beträgt ungefähr 140 Seiten. Pro Jahr werden zwei Ausgaben (Sommer und Winter) veröffentlicht, die Lyrik, Prosa, Dramatik, Essays und Rezensionen bekannter und weniger bekannter Autoren enthalten (u. a. von Andreas Altmann, Marcel  Beyer, Kerstin Hensel, Gerald Höfer, Franz Hodjak, Wulf Kirsten, Axel Kutsch, Thomas Rosenlöcher, Guntram Vesper). Die ständige Rubrik Exkurs präsentiert jeweils Texte über eine bestimmte Region. Neben den regulären Ausgaben erscheinen anlassbezogene Sonderhefte, die sich – wie etwa dem Schriftsteller Ossip Kalenter (2000) oder der Bardinale Dresden 2004 – spezifischen Themen widmen.
Signum verzichtet auf den Abdruck von Grafiken und auf die Bekanntgabe von Zusatzinformationen wie Ausschreibungen, Preisgewinner oder Veranstaltungshinweise.